# GLAAD
GLAAD (Gay & Lesbian Alliance Against Defamation) (jusqu'à 2013 Alliance gay et lesbienne contre la diffamation) est une association américaine de veille médiatique œuvrant à dénoncer les discriminations et les attaques à l'encontre des personnes LGBT au sein des médias. Le GLAAD œuvre également à promouvoir et faire médiatiser les histoires de personnes homosexuelles, afin de contribuer à l'acceptation des gays, lesbiennes et transgenres dans la société en général.
Elle remet chaque année depuis 1990 des GLAAD Media Awards pour récompenser les personnalités et les médias qui représentent la communauté LGBT dans leurs productions et leurs actions.

## Histoire
Jewelle Gomez, écrivaine, poète, critique et dramaturge Afro-Américaine, sollicitée par Vito Russo, fait partie des fondatrices de GLAAD en 1984.
Collabore avec la marque de vêtements française Ami Paris, pour leur nouvelle collection Pride 2020.